# Progresar
Progresar es el primer álbum de la banda argentina de hardcore melódico Shaila, lanzado en el año 2000.
Progresar definió el estilo de la banda, que adquirió letras más elaboradas, sello distintivo de la banda. Está editado por SPE Discos, siendo este el número 4 del sello (los dos casetes de la banda, este disco y un tributo a Bad Religion). Al igual que sus predecesores está agotado.

## Miembros
- Joaquín Guillén (Voz)
- Pablo Coniglio (Bajo y coros)
- Yasser Eid (Guitarra líder)
- Santiago Tortora (Guitarra base)
- GuidoX (Batería)

Participaciones:
- Federico Lennon (Violín en 1000 Ilusiones)
- Cecilia Kassabchi (Voz en La Unión)

- Datos: Q6087664